# Discografia di Gucci Mane
La seguente è la discografia di Gucci Mane, rapper statunitense, che comprende: 14 album in studio, 72 mixtape, 7 EP, 5 compilation, 3 album collaborativi, 1 colonna sonora e 33 singoli.

## Album

### Album in studio
| Titolo                            | Dettagli | Classifiche | Vendite        | Certificazioni |
| Titolo                            | Dettagli | USA         | Vendite        | Certificazioni |
| --------------------------------- | --- | ----------- | -------------- | -------------- |
| Trap House                        | - Data di pubblicazione: 24 maggio 2005 (USA) - Etichetta: Big Cat Records, Tommy Boy Records - Formati: CD, download digitale                                           | 101         | - USA: 127.000 |                |
| Hard to Kill                      | - Data di pubblicazione: 10 ottobre 2006 (USA) - Etichetta: Big Cat, Tommy Boy - Formati: CD, download digitale                                                          | 76          | - USA: 165.000 |                |
| Trap-A-Thon                       | - Data di pubblicazione: 25 settembre 2007 (USA) - Etichetta: Big Cat, Tommy Boy - Formati: CD, download digitale                                                        | 69          | - USA: 10.000  |                |
| Back to the Trap House            | - Data di pubblicazione: 11 dicembre 2007 (USA) - Etichetta: Atlantic Records, Asylum Records, So Icy Entertainment, Czar Entertainment - Formati: CD, download digitale | 57          | - USA: 30.000  |                |
| Muerder Was the Case              | - Data di pubblicazione: 5 maggio 2009 (USA) - Etichetta: Big Cat, Tommy Boy - Formati: CD, download digitale                                                            | 23          | - USA: 15.000  |                |
| The State vs. Radric Davis        | - Data di pubblicazione: 8 dicembre 2009 (USA) - Etichetta: Warner Bros. Records, 1017 Records, Asylum - Formati: CD, download digitale                                  | 10          |                | - RIAA: Oro    |
| The Appeal: Georgia's Most Wanted | - Data di pubblicazione: 28 settembre 2010 (USA) - Etichetta: Warner Bros. Records, 1017 Records, Asylum - Formati: CD, download digitale                                | 4           | - USA: 175.000 |                |
| The Return of Mr. Zone 6          | - Data di pubblicazione: 22 marzo 2011 (USA) - Etichetta: Warner Bros., 1017 Records - Formati: CD, download digitale                                                    | 18          | - USA: 22.054  |                |
| Everybody Looking                 | - Data di pubblicazione: 22 luglio 2016 (USA) - Etichetta: GUWOP Enterprises, Atlantic - Formati: CD, LP, download digitale                                              | 2           |                |                |
| The Return of East Atlanta Santa  | - Data di pubblicazione: 16 dicembre 2016 (USA) - Etichetta: GUWOP, Atlantic - Formati: CD, download digitale                                                            | 16          |                |                |
| Mr. Davis                         | - Data di pubblicazione: 13 ottobre 2017 - Etichetta: GUWOP, Atlantic - Formati: CD, download digitale                                                                   | 2           | - USA: 21.000  | - RIAA: Oro    |
| El Gato: The Human Glacier        | - Data di pubblicazione: 22 dicembre 2017 - Etichetta: GUWOP, Atlantic - Formati: CD, download digitale                                                                  | 28          |                |                |
| Evil Genius                       | - Data di pubblicazione: 7 dicembre 2018 - Etichetta: GUWOP, Atlantic - Formati: CD, download digitale                                                                   | 5           |                |                |
| Delusion of Grandeur              | - Data di pubblicazione: 21 giugno 2019 - Etichetta: GUWOP, Atlantic - Formati: CD, download digitale                                                                    | 7           |                |                |
| Woptober II                       | - Data di pubblicazione: 18 ottobre 2019 - Etichetta: GUWOP, Atlantic - Formati: CD, download digitale                                                                   | 9           |                |                |
| Ice Daddy                         | - Data di pubblicazione: 18 giugno 2021 - Etichetta: Atlantic - Formati: CD, download digitale, streaming                                                                | 34          |                |                |

### Compilation
| Titolo             | Dettagli | Classifiche |
| Titolo             | Dettagli | USA         |
| ------------------ | --- | ----------- |
| Hood Classics      | - Data di pubblicazione: 23 settembre 2008 (USA) - Etichetta: Tommy Boy - Formati: CD, download digitale      | 197         |
| Metal Ticket       | - Data di pubblicazione: 29 aprile 2016 (USA) - Etichetta: 1017, RBC Records - Formati: CD, download digitale | —           |
| Tru Colors         | - Data di pubblicazione: 13 maggio 2016 (USA) - Etichetta: 1017, RBC                                          | —           |
| So Icy Summer      | - Data di pubblicazione: 3 luglio 2020 - Etichetta: 1017, Atlantic                                            | 29          |
| So Icy Gang Vol. 1 | - Data di pubblicazione: 16 ottobre 2020 - Etichetta: 1017, Atlantic                                          | 46          |

### Album collaborativi
| Titolo                                  | Dettagli | Classifiche | Classifiche | Vendite      |
| Titolo                                  | Dettagli | USA         | USA R&B/HH  | Vendite      |
| --------------------------------------- | --- | ----------- | ----------- | ------------ |
| Ferrari Boyz (Con Waka Flocka Flame)    | - Data di pubblicazione: 9 agosto 2011 (USA) - Etichetta: 1017 Brick Squad, Brick Monopoly, Asylum, Warner Bros. - Formati: CD, download digitale | 20          | 5           |              |
| BAYTL (Con V-Nasty)                     | - Data di pubblicazione: 13 dicembre 2011 (USA) - Etichetta: 1017, Asylum, Warner Bros. - Formati: CD, download digitale                          | 198         | 29          | - USA: 5.000 |
| Glacier Boyz (Con i Migos e Lil Yachty) | - Data di pubblicazione: Annunciato - Etichetta: GUWOP, Atlantic, Quality Control Music, Motown, Capitol Records - Formati: Download digitale     | Annunciato  | Annunciato  | Annunciato   |

### Colonne sonore
| Anno | Titolo                   | Dettagli                                                                                        |
| ---- | ------------------------ | ----------------------------------------------------------------------------------------------- |
| 2015 | The Spot: The Soundtrack | - Data di pubblicazione: 30 ottobre 2015 - Etichetta: 1017 Records - Formati: Download digitale |

## EP
| Titolo                                         | Dettagli |
| ---------------------------------------------- | --- |
| Wasted: The Prequel                            | - Data di pubblicazione: 4 settembre 2009 (USA) - Etichetta: 1017 Brick Squad, Asylum, Warner Bros. - Formati: CD, download digitale |
| Views from Zone 6                              | - Data di pubblicazione: 18 febbraio 2015 - Etichetta: 1017 Records - Formati: Download digitale                                     |
| Dessert                                        | - Data di pubblicazione: 24 marzo 2015 - Etichetta: 1017 Records - Formati: Download digitale                                        |
| GucTiggy (con Zaytoven)                        | - Data di pubblicazione: 22 agosto 2016 - Etichetta: 1017 Records - Formati: Download digitale                                       |
| Free Bricks 2K16 (Zone 6 Edition) (con Future) | - Data di pubblicazione: 14 novembre 2016 - Etichetta: Autoprodotto - Formati: Download digitale                                     |
| 1017 vs. The World (con Lil Uzi Vert)          | - Data di pubblicazione: 23 novembre 2016 - Etichetta: Autoprodotto - Formati: Download digitale                                     |
| 3 for Free                                     | - Data di pubblicazione: 25 gennaio 2017 - Etichetta: Autoporodotto - Formati: Download digitale                                     |

## Mixtape
- 2006 – Chicken Talk (con DJ Burn One)
- 2007 – Ice Attack
- 2007 – Ice Attack Part Two: Trapaholics (con Zaytoven)
- 2007 – Bird Flu (Southern Slang)
- 2007 – No Pad, No Pencil
- 2007 – Guapaholics (con Shawty Lo)
- 2008 – From Zone 6 to Duval (con Bigga Rankin)
- 2008 – Exclusive
- 2008 – So Icey Boy (Disc 1)
- 2008 – EA SportsCenter (con Zaytoven e DJ Holiday)
- 2008 – Mr. Perfect
- 2008 – Gucci Sosa
- 2008 – Definition of a G (con Yo Gotti e DJ Drama)
- 2008 – The Movie
- 2009 – Bird Flu: Part 2
- 2009 – Your Favorite Rapper's Favorite Trapper
- 2009 – Bird Money
- 2009 – Writing on the Wall
- 2009 – Dr. White
- 2009 – The Movie: Part 2 (The Sequel)
- 2009 – The Burrprint (The Movie 3D) (con DJ Drama)
- 2009 – The Cold War: Part 1 (Guccimerica) (con DJ Drama)
- 2009 – The Cold War: Part 2 (Great Brrritain)
- 2009 – The Cold War: Part 3 (Brrrussia)
- 2010 – Burrrprint (2) HD
- 2010 – Mr. Zone 6
- 2010 – Gucci Classics
- 2010 – Jewelry Selection (con DJ Holiday)
- 2010 – Ferrari Music
- 2010 – Buy My Album
- 2010 – Str8 Drop Presents Gucci Mane La Flare
- 2011 – Gucci 2 Time
- 2011 – Bricksquad Mafia (con DJ Holiday e la 1017 Brick Squad)
- 2011 – Writings on the Wall 2
- 2011 – Free Bricks (con Future)

- 2012 – Trap Back
- 2012 – Gucci Classics 2
- 2012 – I'm Up
- 2012 – Trap God
- 2013 – Trap God 2
- 2013 – Free Bricks 2 (con Young Scooter)
- 2013 – EastAtlantaMemphis (con Young Dolph)
- 2013 – Trap Back 2
- 2013 – M.P.A. - Money, Pounds, Ammunition (con Peewee Longway)
- 2013 – Eastside Piru
- 2013 – Trap House III
- 2013 – World War 3: Molly (con Metro Boomin, Sonny Digital e Dun Deal)
- 2013 – World War 3: Gas (con 808 Mafia)
- 2013 – World War 3: Lean (con Zaytoven, Honorable C.N.O.T.E. e Mike WiLL Made-It)
- 2013 – Diary of a Trap God
- 2013 – Trust God, F*ck 12 (con Rich Homie Quan)
- 2013 – The State vs. Radric Davis II: The Caged Bird Sings
- 2014 – Young Thugga Mane La Flare (con Young Thug)
- 2014 – Brick Factory Volume 1
- 2014 – Gone Again Till November
- 2014 – World War 3D: The Green Album - Get Rich Everything Else Is Nonsense (con Migos)
- 2014 – World War 3D: The Purple Album - People Usually Ridicule the Powerful Lead by Example (con Young Thug)
- 2014 – World War 3D: The White Album - Why Hate Instead Take Everything (con Peewee Longway)
- 2014 – Trap House 4
- 2014 – Chicken Talk 2 (con DJ Bobby Black e DJ Dirty)
- 2014 – Felix Brothers (con Young Dolph e Peewee Longway come Felix Brothers)
- 2014 – The Oddfather
- 2014 – Gucci Vs Guwop
- 2014 – Brick Factory Vol. 2
- 2014 – The Return of Mr. Perfect

- 2014 – Trap God 3
- 2014 – Big Gucci Sosa (con Chief Keef)
- 2014 – Glo17 (con Chief Keef)
- 2014 – East Atlanta Santa
- 2014 – C.N.O.T.E. Vs. Gucci (con Honorable C.N.O.T.E.)
- 2015 – 1017 Mafia: Incarcerated
- 2015 – Brick Factory 3
- 2015 – 458 Italia
- 2015 – Fillmoelanta da Trap (con Rich Homie Quan)
- 2015 – Fillmoelanta, Pt. 3: Country Politics (con Figg Panamera)
- 2015 – Before Beef (con Yo Gotti)
- 2015 – Birds of a Feather (con Don Mega)
- 2015 – Brick Squad Boyz (con Waka Focka Flame, OJ da Juiceman e Frenchie)
- 2015 – Kitchen Talk
- 2015 – Mr. Clean, The Middle Man
- 2015 – Gucci Da Don (con Rocko)
- 2015 – ATL Dons (con Rocko)
- 2015 – Definition of Wop
- 2015 – El Chapo's Home
- 2015 – The Gooch
- 2015 – Goochsomnia: Addicted to Gucci
- 2015 – King of Diamonds (con DJ Chronic)
- 2015 – Atlanta Gave Me Vision
- 2015 – Breakfast
- 2015 – Lunch
- 2015 – Dinner
- 2015 – Trap House 5 (The Final Chapter)
- 2015 – King Gucci
- 2015 – Trapology
- 2015 – Brick Squad Mafia 3
- 2015 – I Am Trap
- 2015 – Wilt Chamberlain
- 2015 – Wilt Chamberlain (Part 2)
- 2015 – Wilt Chamberlain (Part 3)
- 2015 – Wilt Chamberlain (Part 4)
- 2015 – Wilt Chamberlain (Part 5)
- 2015 – Wilt Chamberlain (Part 6)
- 2015 – So Icey Boy (Disc 2)
- 2015 – Trap-Tacular

- 2015 – Brick Squad is the Army, Better Yet The Navy
- 2015 – East Atlanta Santa 2: The Night GuWop Stole X-Mas
- 2016 – Mamas Basement (con Zaytoven)
- 2016 – Gucci Vs. C.N.O.T.E 2 (con Honorable C.N.O.T.E.)
- 2016 – Birds of a Feather 2 (con Don Mega)
- 2016 – Woptober
- 2017 – Droptopwop (con Metro Boomin)
- 2017 – El Gato: The Human Glacier
- 2017 – East Atlanta Santa 3

## Singoli

### Come artista principale
| Anno                                                                                          | Titolo                                                                                    | Posizione massima | Posizione massima | Posizione massima | Posizione massima | Posizione massima | Posizione massima | Posizione massima | Album                                               |
| Anno                                                                                          | Titolo                                                                                    | US                | US R&B/HH         | US Rap            | AUS               | CAN               | FRA               | UK                | Album                                               |
| --------------------------------------------------------------------------------------------- | ----------------------------------------------------------------------------------------- | ----------------- | ----------------- | ----------------- | ----------------- | ----------------- | ----------------- | ----------------- | --------------------------------------------------- |
| 2005                                                                                          | Icy (feat. Young Jeezy e Boo)                                                             | —                 | 46                | 23                | —                 | —                 | —                 | —                 | Trap House                                          |
| 2006                                                                                          | Go Head (feat. Mac Bre-Z)                                                                 | —                 | 51                | —                 | —                 | —                 | —                 | —                 | Trap House                                          |
| 2007                                                                                          | Bird Flu                                                                                  | —                 | —                 | —                 | —                 | —                 | —                 | —                 | Back to the Trap House                              |
| 2007                                                                                          | Freaky Gurl                                                                               | 62                | 19                | 12                | —                 | —                 | —                 | —                 | Hard to Kill                                        |
| 2009                                                                                          | Stoopid                                                                                   | —                 | 66                | —                 | —                 | —                 | —                 | —                 | Murder Was the Case                                 |
| 2009                                                                                          | Wasted (feat. Plies o OJ Da Juiceman)                                                     | 36                | 3                 | 3                 | —                 | —                 | —                 | —                 | The State vs. Radric Davis                          |
| 2009                                                                                          | Spotlight (feat. Usher)                                                                   | 42                | 15                | 8                 | —                 | —                 | —                 | 46                | The State vs. Radric Davis                          |
| 2009                                                                                          | Lemonade                                                                                  | 53                | 15                | 8                 | —                 | —                 | —                 | —                 | The State vs. Radric Davis                          |
| 2010                                                                                          | Bingo (feat. Soulja Boy e Waka Flocka Flame)                                              | —                 | 75                | —                 | —                 | —                 | —                 | —                 | The State vs. Radric Davis                          |
| 2010                                                                                          | Gucci Time (feat. Swizz Beatz)                                                            | —                 | 23                | 12                | —                 | —                 | —                 | —                 | The Appeal: Georgia's Most Wanted                   |
| 2011                                                                                          | She Be Puttin' On (con Waka Flocka Flame feat. Slim Dunkin)                               | —                 | 77                | —                 | —                 | —                 | —                 | —                 | Ferrari Boyz                                        |
| 2013                                                                                          | Nuthin' on Ya (feat. Wiz Khalifa)                                                         | —                 | —                 | —                 | —                 | —                 | —                 | —                 | Trap God 2 and Trap House III                       |
| 2013                                                                                          | Breakfast (feat. Waka Flocka e PeeWee LongWay)                                            | —                 | —                 | —                 | —                 | —                 | —                 | —                 | Trap God 2 and Money, Pounds, Ammunition            |
| 2013                                                                                          | Trap House III (feat. Rick Ross)                                                          | —                 | —                 | —                 | —                 | —                 | —                 | —                 | Trap House III                                      |
| 2013                                                                                          | Use Me (feat. 2 Chainz)                                                                   | —                 | —                 | —                 | —                 | —                 | —                 | —                 | Trap House III                                      |
| 2013                                                                                          | Darker (feat. Chief Keef)                                                                 | —                 | —                 | —                 | —                 | —                 | —                 | —                 | Trap House III e Big Gucci Sosa                     |
| 2013                                                                                          | #MentionMe                                                                                | —                 | —                 | —                 | —                 | —                 | —                 | —                 | The State vs. Radric Davis II: The Caged Bird Sings |
| 2016                                                                                          | 1st Day Out tha Feds                                                                      | —                 | 42                | —                 | —                 | —                 | —                 | —                 | Everybody Looking                                   |
| 2016                                                                                          | Back on Road (con Drake)                                                                  | 81                | 28                | 22                | —                 | —                 | —                 | —                 | Everybody Looking                                   |
| 2016                                                                                          | On Me (feat. 2Pac)                                                                        | —                 | —                 | —                 | —                 | —                 | —                 | —                 |                                                     |
| 2016                                                                                          | Champions (con Kanye West, Big Sean, 2 Chainz, Travis Scott, Yo Gotti, Quavo e Desiigner) | 71                | 22                | 15                | —                 | 73                | —                 | 128               | Cruel Winter                                        |
| 2016                                                                                          | All My Children                                                                           | —                 | —                 | —                 | —                 | —                 | —                 | —                 | Everybody Looking                                   |
| 2016                                                                                          | Guwop Home (feat. Young Thug)                                                             | —                 | —                 | —                 | —                 | —                 | —                 | —                 | Everybody Looking                                   |
| 2016                                                                                          | No Sleep (Intro)                                                                          | —                 | —                 | —                 | —                 | —                 | —                 | —                 | Everybody Looking                                   |
| 2016                                                                                          | WayBach                                                                                   | —                 | —                 | —                 | —                 | —                 | —                 | —                 | Everybody Looking                                   |
| 2016                                                                                          | Bling Blaww Burr (feat. Young Dolph)                                                      | —                 | —                 | —                 | —                 | —                 | —                 | —                 | Woptober                                            |
| 2016                                                                                          | Last Time (feat. Travis Scott)                                                            | —                 | —                 | —                 | —                 | —                 | —                 | —                 | The Return of East Atlanta Santa                    |
| 2016                                                                                          | Drove U Crazy (feat. Bryson Tiller)                                                       | —                 | —                 | —                 | —                 | —                 | —                 | —                 | The Return of East Atlanta Santa                    |
| 2017                                                                                          | Both (feat. Drake)                                                                        | 41                | 16                | 11                | —                 | 43                | 162               | —                 | The Return of East Atlanta Santa                    |
| 2017                                                                                          | Make Love (con Nicki Minaj)                                                               | 78                | 33                | 22                | —                 | —                 | —                 | —                 | Mr. Davis                                           |
| 2017                                                                                          | Tone It Down (feat. Chris Brown)                                                          | —                 | —                 | —                 | —                 | —                 | —                 | —                 | Mr. Davis                                           |
| 2017                                                                                          | I Get the Bag (feat. Migos)                                                               | 11                | 5                 | 5                 | —                 | 28                | —                 | —                 | Mr. Davis                                           |
| 2017                                                                                          | Curve                                                                                     | 67                | 28                | 22                | 93                | 40                | —                 | 78                | Mr. Davis                                           |
| 2018                                                                                          | Boom (con Tiësto e Sevenn)                                                                | —                 | —                 | —                 | —                 | —                 | —                 | —                 |                                                     |
| 2018                                                                                          | Solitaire (feat. Migos e Lil Yachty)                                                      | —                 | —                 | —                 | —                 | —                 | —                 | —                 | Evil Genius                                         |
| 2018                                                                                          | Kept Back (feat. Lil Pump)                                                                | —                 | —                 | —                 | —                 | —                 | —                 | —                 | Evil Genius                                         |
| 2018                                                                                          | Wake Up in the Sky (con Bruno Mars e Kodak Black)                                         | 11                | 5                 | 5                 | 46                | 36                | —                 | 65                | Evil Genius                                         |
| 2019                                                                                          | Shoebox (con Hoodrich Pablo Juan feat. Nav)                                               | —                 | —                 | —                 | —                 | —                 | —                 | —                 | BLO: The Movie                                      |
| 2019                                                                                          | Love Thru the Computer (feat. Justin Bieber)                                              | —                 | —                 | —                 | —                 | —                 | —                 | —                 | Delusions of Grandeur                               |
| 2019                                                                                          | Backwards (feat. Meek Mill)                                                               | —                 | —                 | —                 | —                 | —                 | —                 | —                 | Delusions of Grandeur                               |
| 2019                                                                                          | Proud of You                                                                              | —                 | —                 | —                 | —                 | —                 | —                 | —                 | Delusions of Grandeur                               |
| 2019                                                                                          | Richer Than Errybody (feat. YoungBoy Never Broke Again e DaBaby)                          | —                 | —                 | —                 | —                 | —                 | —                 | —                 | Woptober II                                         |
| 2019                                                                                          | Big Booty (feat. Megan Thee Stallion)                                                     | —                 | —                 | —                 | —                 | —                 | —                 | —                 | Woptober II                                         |
| 2019                                                                                          | Tootsies (feat. Lil Baby)                                                                 | —                 | —                 | —                 | —                 | —                 | —                 | —                 | Woptober II                                         |
| 2019                                                                                          | Jingle Bales Intro                                                                        | —                 | —                 | —                 | —                 | —                 | —                 | —                 | East Atlanta Santa 3                                |
| 2019                                                                                          | She Miss Me (feat. Rich the Kid                                                           | —                 | —                 | —                 | —                 | —                 | —                 | —                 | East Atlanta Santa 3                                |
| 2020                                                                                          | Both Sides (feat. Lil Baby)                                                               | —                 | —                 | —                 | —                 | —                 | —                 | —                 | So Icy Summer                                       |
| 2020                                                                                          | Still Remember (feat. Pooh Shiesty)                                                       | —                 | —                 | —                 | —                 | —                 | —                 | —                 | So Icy Summer                                       |
| 2020                                                                                          | Who is Him (feat. Pooh Shiesty)                                                           | —                 | —                 | —                 | —                 | —                 | —                 | —                 | So Icy Summer                                       |
| 2020                                                                                          | Meeting (feat. Foogiano e Mulatto)                                                        | —                 | —                 | —                 | —                 | —                 | —                 | —                 | So Icy Gang, Vol. 1                                 |
| "—" indica che l'opera non si è classificata o che non è stata pubblicata in quel territorio. |                                                                                           |                   |                   |                   |                   |                   |                   |                   |                                                     |

### Come artista ospite
| Anno                                                                                          | Titolo                                                                                         | Posizione massima | Posizione massima | Posizione massima | Posizione massima | Posizione massima | Posizione massima | Posizione massima | Album                              |
| Anno                                                                                          | Titolo                                                                                         | US                | US R&B/HH         | US Rap            | AUS               | CAN               | FRA               | UK                | Album                              |
| --------------------------------------------------------------------------------------------- | ---------------------------------------------------------------------------------------------- | ----------------- | ----------------- | ----------------- | ----------------- | ----------------- | ----------------- | ----------------- | ---------------------------------- |
| 2008                                                                                          | Make tha Trap Say Aye (OJ da Juiceman feat. Gucci Mane)                                        | —                 | 89                | —                 | —                 | —                 | —                 | —                 | iSouljaBoyTellem                   |
| 2008                                                                                          | Gucci Bandana (Soulja Boy feat. Gucci Mane e Shawty Lo)                                        | 108               | 22                | 13                | —                 | —                 | —                 | —                 | The Otha Side of the Trap          |
| 2009                                                                                          | Ridiculous (DJ Drama feat. Gucci Mane, Yo Gotti, Lonnie Mac e OJ da Juiceman)                  | —                 | 104               | —                 | —                 | —                 | —                 | —                 | Gangsta Grillz: The Album (Vol. 2) |
| 2009                                                                                          | Break Up (Mario feat. Gucci Mane e Sean Garrett)                                               | 14                | 2                 | —                 | —                 | —                 | —                 | —                 | D.N.A.                             |
| 2009                                                                                          | 30 Inches (Juicy J feat. Gucci Mane e Project Pat)                                             | —                 | —                 | —                 | —                 | —                 | —                 | —                 | Hustle Till I Die                  |
| 2009                                                                                          | Boi! (Mike Jones e Young Problemz feat. Gucci Mane)                                            | —                 | 74                | —                 | —                 | —                 | —                 | —                 | The Voice                          |
| 2009                                                                                          | Self Made (K. Michelle feat. Gucci Mane)                                                       | —                 | 89                | —                 | —                 | —                 | —                 | —                 | What's the 901?                    |
| 2009                                                                                          | LOL:-) (Trey Songz feat. Gucci Mane e Soulja Boy)                                              | 51                | 12                | —                 | —                 | —                 | —                 | —                 | Ready                              |
| 2009                                                                                          | I Get It In (Omarion feat. Gucci Mane)                                                         | 83                | 20                | —                 | —                 | —                 | —                 | —                 | Ollusion                           |
| 2009                                                                                          | Speak French (Jamie Foxx feat. Gucci Mane)                                                     | —                 | 90                | —                 | —                 | —                 | —                 | —                 | Best Night of My Life              |
| 2009                                                                                          | Pretty Girls (Wale feat. Gucci Mane e Weensey)                                                 | —                 | 56                | —                 | —                 | —                 | —                 | —                 | Attention Deficit                  |
| 2009                                                                                          | Tip of My Tongue (Jagged Edge feat. Trina e Gucci Mane)                                        | —                 | 51                | —                 | —                 | —                 | —                 | —                 | Non-album singles                  |
| 2009                                                                                          | Krazy (The Game feat. Gucci Mane e Timbaland)                                                  | —                 | —                 | —                 | —                 | —                 | —                 | —                 | Non-album singles                  |
| 2009                                                                                          | Obsessed (Remix) (Mariah Carey feat. Gucci Mane)                                               | —                 | —                 | —                 | —                 | —                 | —                 | —                 | Memoirs of an Imperfect Angel      |
| 2010                                                                                          | Steady Mobbin' (Young Money feat. Gucci Mane)                                                  | 48                | 17                | 6                 | —                 | —                 | —                 | —                 | We Are Young Money                 |
| 2010                                                                                          | Atlanta, GA (Shawty Lo feat. The-Dream, Ludacris e Gucci Mane)                                 | —                 | —                 | —                 | —                 | —                 | —                 | —                 | Fright Night                       |
| 2010                                                                                          | Sponsor (Teairra Marí feat. Gucci Mane e Soulja Boy)                                           | 121               | 25                | —                 | —                 | —                 | —                 | —                 | Sincerely Yours                    |
| 2010                                                                                          | Countin' Money (Bun B feat. Gucci Mane e Yo Gotti)                                             | —                 | 62                | —                 | —                 | —                 | —                 | —                 | Trill OG                           |
| 2010                                                                                          | Sex on My Money (John Brown feat. Gucci Mane)                                                  | —                 | 69                | —                 | —                 | —                 | —                 | —                 | Non-album single                   |
| 2010                                                                                          | I Just Wanna Party (Yelawolf feat. Gucci Mane)                                                 | —                 | 59                | —                 | —                 | —                 | —                 | —                 | Trunk Muzik 0-60                   |
| 2010                                                                                          | For the Hood (Yo Gotti feat. Gucci Mane)                                                       | —                 | 86                | —                 | —                 | —                 | —                 | —                 | Non-album singles                  |
| 2011                                                                                          | Cologne (John Blu feat. Twista e Gucci Mane)                                                   | —                 | 70                | —                 | —                 | —                 | —                 | —                 | Non-album singles                  |
| 2016                                                                                          | We Gon Ride (Dreezy feat. Gucci Mane)                                                          | —                 | —                 | —                 | —                 | —                 | —                 | —                 | No Hard Feelings                   |
| 2016                                                                                          | Prolly (Sevyn Streeter feat. Gucci Mane)                                                       | —                 | —                 | —                 | —                 | —                 | —                 | —                 | Non-album single                   |
| 2016                                                                                          | Black Beatles (feat. Gucci Mane)                                                               | 1                 | 1                 | 1                 | 3                 | 3                 | 2                 | 2                 | SremmLife 2                        |
| 2016                                                                                          | 2.7 Zéro 10.17 (Kaaris feat. Gucci Mane)                                                       | —                 | —                 | —                 | —                 | —                 | 164               | —                 | Okou Gnakouri                      |
| 2016                                                                                          | Good Drank (2 Chainz feat. Quavo e Gucci Mane)                                                 | 70                | 32                | 22                | —                 | —                 | —                 | —                 | Hibachi for Lunch                  |
| 2016                                                                                          | Buy Back the Block (Rick Ross feat. 2 Chainz e Gucci Mane)                                     | —                 | —                 | —                 | —                 | —                 | —                 | —                 | Non-album single                   |
| 2016                                                                                          | Party (Chris Brown feat. Gucci Mane)                                                           | 40                | 15                | –                 | 82                | 50                | 84                | 68                | Heartbreak on a Full Moon          |
| 2017                                                                                          | That's How I Feel (Young Dolph feat. Gucci Mane)                                               | —                 | —                 | —                 | —                 | —                 | —                 | —                 | Bulletproof                        |
| 2017                                                                                          | Happy Hour (Joe feat. Gucci Mane)                                                              | —                 | —                 | —                 | —                 | —                 | —                 | —                 | My Name Is Joe Thomas              |
| 2017                                                                                          | What Happened Last Night (The Kolors feat. Gucci Mane e Daddy's Groove)                        | —                 | —                 | —                 | —                 | —                 | —                 | —                 | You                                |
| 2017                                                                                          | Slippery (Migos feat. Gucci Mane)                                                              | 29                | 12                | 11                | —                 | 46                | —                 | —                 | Culture                            |
| 2017                                                                                          | Perfect Pint (Mike Will Made It feat. Kendrick Lamar, Rae Sremmurd e Gucci Mane)               | —                 | 56                | —                 | —                 | —                 | —                 | —                 | Ransom 2                           |
| 2017                                                                                          | Down (Fifth Harmony feat. Gucci Mane)                                                          | 42                | —                 | —                 | 66                | 46                | 73                | 47                | Fifth Harmony                      |
| 2017                                                                                          | Liife (Desiigner feat. Gucci Mane)                                                             | —                 | —                 | —                 | —                 | —                 | —                 | —                 |                                    |
| 2017                                                                                          | Fetish (Selena Gomez feat. Gucci Mane)                                                         | 27                | —                 | —                 | 23                | 10                | 31                | 33                | Rare (Deluxe)                      |
| 2017                                                                                          | Lit (Steve Aoki e Yellow Claw feat. Gucci Mane e T-Pain)                                       | —                 | —                 | —                 | —                 | —                 | —                 | —                 | Steve Aoki Presents Kolony         |
| 2017                                                                                          | Do Re Mi (Remix) (Blackbear feat. Gucci)                                                       | 40                | 12                | —                 | –                 | 62                | —                 | 94                | Non-album single                   |
| 2017                                                                                          | It's Everyday Bro (Remix) (Jake Paul feat. Gucci Mane)                                         | —                 | —                 | —                 | —                 | —                 | —                 | —                 | Non-album single                   |
| 2018                                                                                          | Cool (Felix Jaehn feat. Marc E. Bassy e Gucci Mane)                                            | —                 | —                 | —                 | —                 | —                 | —                 | —                 | I                                  |
| 2018                                                                                          | Might Be (T-Pain feat. Gucci Mane)                                                             | —                 | —                 | —                 | —                 | —                 | —                 | —                 | Topsy                              |
| 2018                                                                                          | All I Need (Dimitri Vegas & Like Mike feat. Gucci Mane)                                        | —                 | —                 | —                 | —                 | —                 | —                 | —                 | Non-album single                   |
| 2018                                                                                          | Survive (Don Diablo feat. Emeli Sandé e Gucci Mane)                                            | —                 | —                 | —                 | —                 | —                 | —                 | —                 | Non-album single                   |
| 2018                                                                                          | Mop (Borgore feat. Gucci Mane e Thirty Rack)                                                   | —                 | —                 | —                 | —                 | —                 | —                 | —                 | Non-album single                   |
| 2018                                                                                          | Different Game (Jackson Wang feat. Gucci Mane)                                                 | —                 | —                 | —                 | —                 | —                 | —                 | —                 | Non-album single                   |
| 2019                                                                                          | With You (Jay Sean feat. Gucci Mane e Asian Doll)                                              | —                 | —                 | —                 | —                 | —                 | —                 | —                 | TBA                                |
| 2019                                                                                          | Bacc at It Again (Yella Beezy feat. Quavo e Gucci Mane)                                        | 78                | 33                | —                 | —                 | —                 | —                 | —                 | TBA                                |
| 2019                                                                                          | Enzo (DJ Snake e Sheck Wes feat. Offset, 21 Savage e Gucci Mane)                               | —                 | —                 | —                 | —                 | —                 | —                 | —                 | Carte blanche                      |
| 2019                                                                                          | En Sang (Emil Stabil feat. Gucci Mane)                                                         | —                 | —                 | —                 | —                 | —                 | —                 | —                 | TBA                                |
| 2020                                                                                          | Like That (Doja Cat feat. Gucci Mane)                                                          | 50                | 21                | —                 | 67                | 29                | —                 | 62                | Hot Pink                           |
| 2020                                                                                          | Feel Like Guwop (Ola Runt feat. Gucci Mane)                                                    | —                 | —                 | —                 | —                 | —                 | —                 | —                 | Mama Tried                         |
| 2020                                                                                          | Muwop (Mulatto feat. Gucci Mane)                                                               | 115               | —                 | —                 | —                 | —                 | —                 | —                 | Queen of da Souf                   |
| 2020                                                                                          | No Luv (K Shiday e Enchanting feat. Gucci Mane, Key Glock, e Big Scarr)                        | —                 | —                 | —                 | —                 | —                 | —                 | —                 | So Icy Gang, Vol. 1                |
| 2020                                                                                          | 1017 Loaded (Roboy feat. Gucci Mane, Big Scarr, Enchanting, Foogiano, K Shiday e Pooh Shiesty) | —                 | —                 | —                 | —                 | —                 | —                 | —                 | So Icy Gang, Vol. 1                |
| 2020                                                                                          | Don't Like Me (Rico Nasty feat. Gucci Mane e Don Toliver)                                      | —                 | —                 | —                 | —                 | —                 | —                 | —                 | Nightmare Vacation                 |
| "—" indica che l'opera non si è classificata o che non è stata pubblicata in quel territorio. |                                                                                                |                   |                   |                   |                   |                   |                   |                   |                                    |

## Altre canzoni entrate in classifica
| Anno | Titolo                                                               | Classifiche | Classifiche | Album             |
| Anno | Titolo                                                               | US          | CAN         | Album             |
| ---- | -------------------------------------------------------------------- | ----------- | ----------- | ----------------- |
| 2016 | Pussy Print (feat. Kanye West)                                       | 89          | —           | Everybody Looking |
| 2016 | Floyd Mayweather (Young Thug feat. Travis Scott, Gucci Mane e Gunna) | 104         | —           | Jeffery           |
| 2017 | Met Gala (feat. Offset)                                              | 88          | 93          | Drop Top Wop      |
| 2017 | Stunting Ain't Nuthin (feat. Slim Jxmmi e Young Dolph)               | 95          | —           | Mr. Davis         |
| 2017 | Enormous (feat. Ty Dolla Sign)                                       | 117         | —           | Mr. Davis         |
| 2018 | CC (Migos feat. Gucci Mane)                                          | 96          | 93          | Culture II        |
| 2019 | Big Boy Diamonds (feat. Kodak Black e London on da Track)            | 100         | —           | Woptober II       |